# Ötztalské Alpy
Ötztalské Alpy jsou významným alpským pohořím. Leží na území Rakouska (Ötztaler Alpen) a na území Itálie (Alpi Venoste). Na italskou stranu hory zasahují zhruba třetinou své rozlohy (celkem 2850 km²). Ötztalské Alpy jsou nejmohutněji zaledněným pohořím Východních Alp. Ledovce zaujímají plochu více než 350 km²; největší z nich, Gepatschferner, je svou délkou 9,5 km jedním z největších ledovců Východních Alp. Nachází se zde 130 vrcholů vyšších 3000 m. Nejvyšším vrcholem je trojvrchol Wildspitze (3770 m).

## Geologie
Geologické složení je podobné jako u jiných vysokých pohoří Centrálních krystalických Alp. Mimo dominantní ruly jej v jižní části budují také dolomity a mramory.

## Poloha
Pohoří Ötztalské Alpy se rozkládá jižně od řeky Inn, které jej zároveň odděluje od západně ležící skupiny Samnaunské Alpy. Jižní geografickou hranicí je údolí Vinschgau (Val Venosta). Turisticky a komunikačně významné údolí Ötztal odděluje Ötztalské Alpy od Stubaiských Alp. na východě.

## Vodopis
Největší vodní plochou v Ötztalských Alpách jsou jezero Reschensee, přehradní nádrž Stausee Gepatsch a menší Vernagt-Stausee. Řeky odvodňující všechna rakouská údolí pohoří (Ötztaler Ache, Pitze, Fagge) se vlévají do řeky Innu. O odvodnění jižních (italských) údolí se starají řeky Passer, Karlinbach, Saldurbach či Rio Fosse, odvádějící vodu do italské řeky Adige.

## Členění pohoří
- Rakouská část

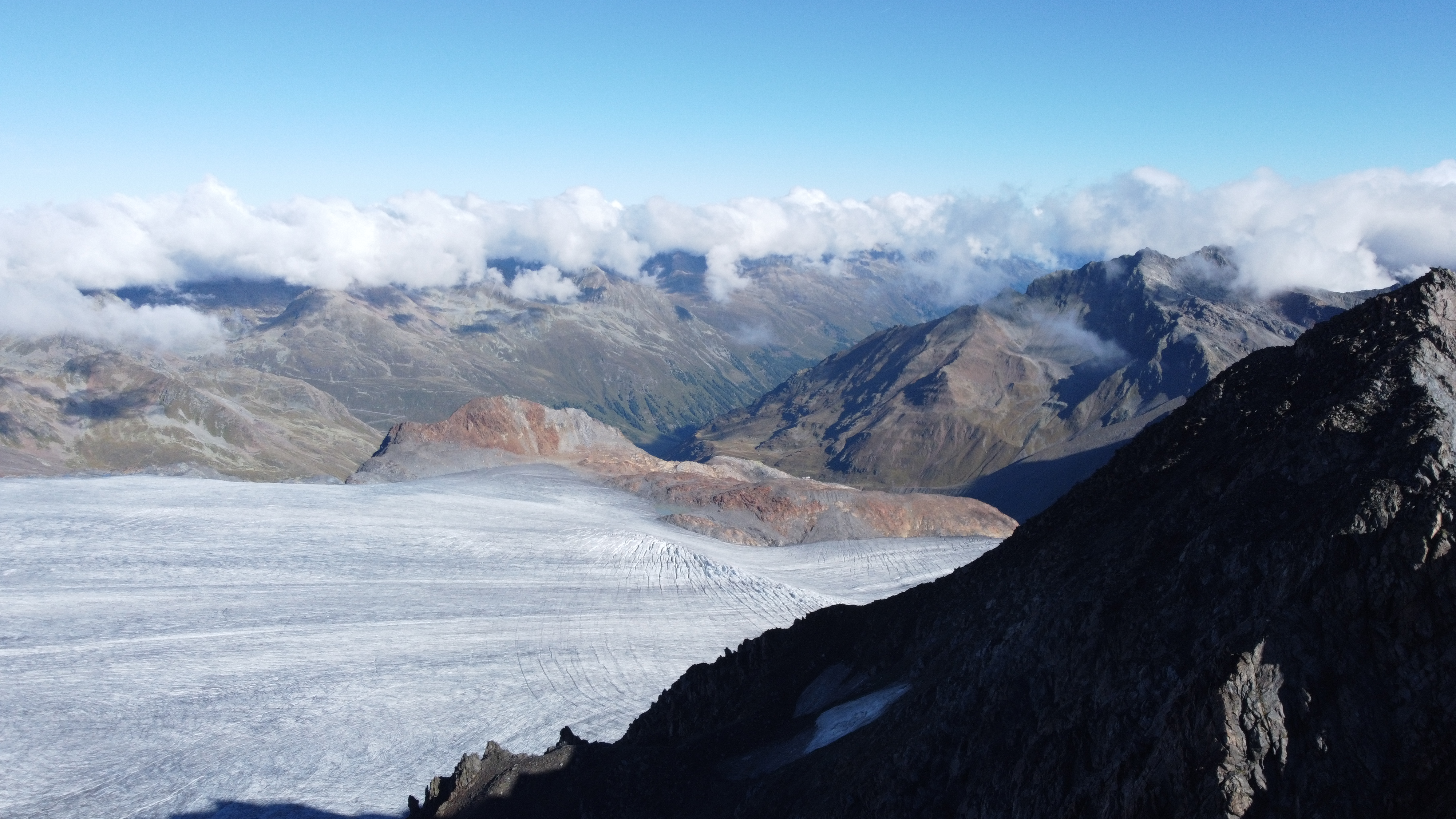
Letecký pohled na rakouskou část Ötzalských Alp

Pohoří podle reliéfu dělíme na několik skupin. Na prvním místě to je hlavní hřeben Hauptkamm (Hintere Schwarze), z něhož v uzlovém bodě na vrcholu Palla Bianca vybíhá severním směrem nejvýznamnější vysoká rozsocha Weisskamm (Wildspitze). Mezi údolím Pitztal a Ötztal se táhne skalnatý hřeben Geigenkamm (Hohe Geige), který až na malé výjimky postrádá ledovce. Další příčný hřeben Kaunergrat (Watzespitze) leží mezi Pitztalským údolím a údolím Kaunertal. Západně od Kaunertalu leží poslední dvě horské skupiny rakouské části hor, Glockturmkamm (Glockturm) a menší skupina Naudere Berge (Mittlerer Seekarkopf).
- Italská část

Mezi údolími Valle Lunga a Val Senales leží plošně největší masiv Salurnkamm (Catena di Salurna) s druhým nejvyšším vrcholem Ötztalských Alp Palla Bianca (3738m). Západně od údolí Senales a jižně od hlavního hřebene leží málo navštěvovaná skupina Texelgruppe (Monte Rosso). Na severu se nachází ještě malý, ale zajímavý masiv Plaineiler Berge (Monti di Planoi).
- Významné vrcholy Ötztalských Alp

V Ötztalských Alpách je na 700 výškových bodů označených jako vrcholy. Nejvýznamnější z nich jsou uvedeny v následující tabulce.

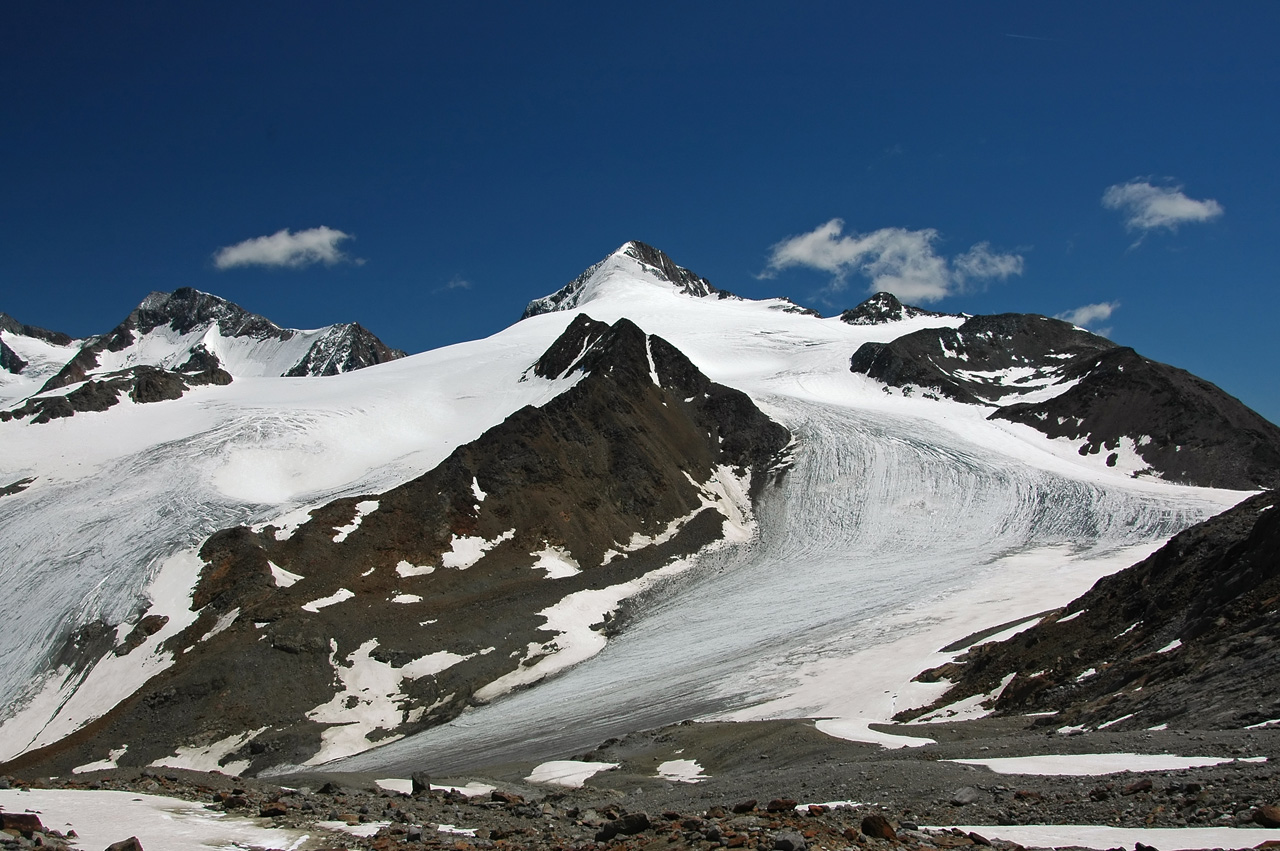
Niederjochferner a Similaun (3606)

| Vrchol                    | Nadmořská výška (m) |
| ------------------------- | ------------------- |
| Wildspitze                | 3774                |
| Weisskugel (Palla Bianca) | 3738                |
| Hinterer Brochkogel       | 3624                |
| Hintere Schwärze          | 3628                |
| Similaun                  | 3606                |
| Vorderer Brochkogel       | 3562                |
| Grosser Ramolkogel        | 3549                |
| Schalfkogel               | 3537                |
| Watzespitze               | 3537                |
| Hochvernagtspitze         | 3535                |
| Fineilspitze              | 3522                |
| Mutmalspitze              | 3518                |
| Fluchtkogel               | 3497                |
| Hochwilde                 | 3480                |
| Hinterer Seelenkogel      | 3472                |
| Kreuzspitze               | 3455                |
| Bliggspitze               | 3453                |
| Salurnspitze              | 3434                |
| Verpeilspitze             | 3423                |
| Hochvernagtwand           | 3400                |
| Hohe Geige                | 3395                |
| Saykogel                  | 3360                |
| Glockturm                 | 3353                |
| Rofelewand                | 3353                |
| Sexegertenspitze          | 3350                |
| Luibiskogel               | 3112                |
| Fundusfeiler              | 3079                |

## Infrastruktura
Ötztalské Alpy mají velmi dobře vybudovanou infrastrukturu a dopravní tepny vedoucí do nitra hor jsou snad nejvíce rozvinuty ze všech velkých tyrolských pohoří. Přímo pod hlavní alpský hřeben zabíhají od severu dlouhá údolí s kvalitními silnicemi. To platí především o údolích Kaunertal, Pitztal a Venter Tal. Tento strategický přístup se však také negativně podepsal na tváři krajiny vybudováním gigantických lyžařských oblastí, které výrazně narušují horskou přírodu.

## Turistika a historie

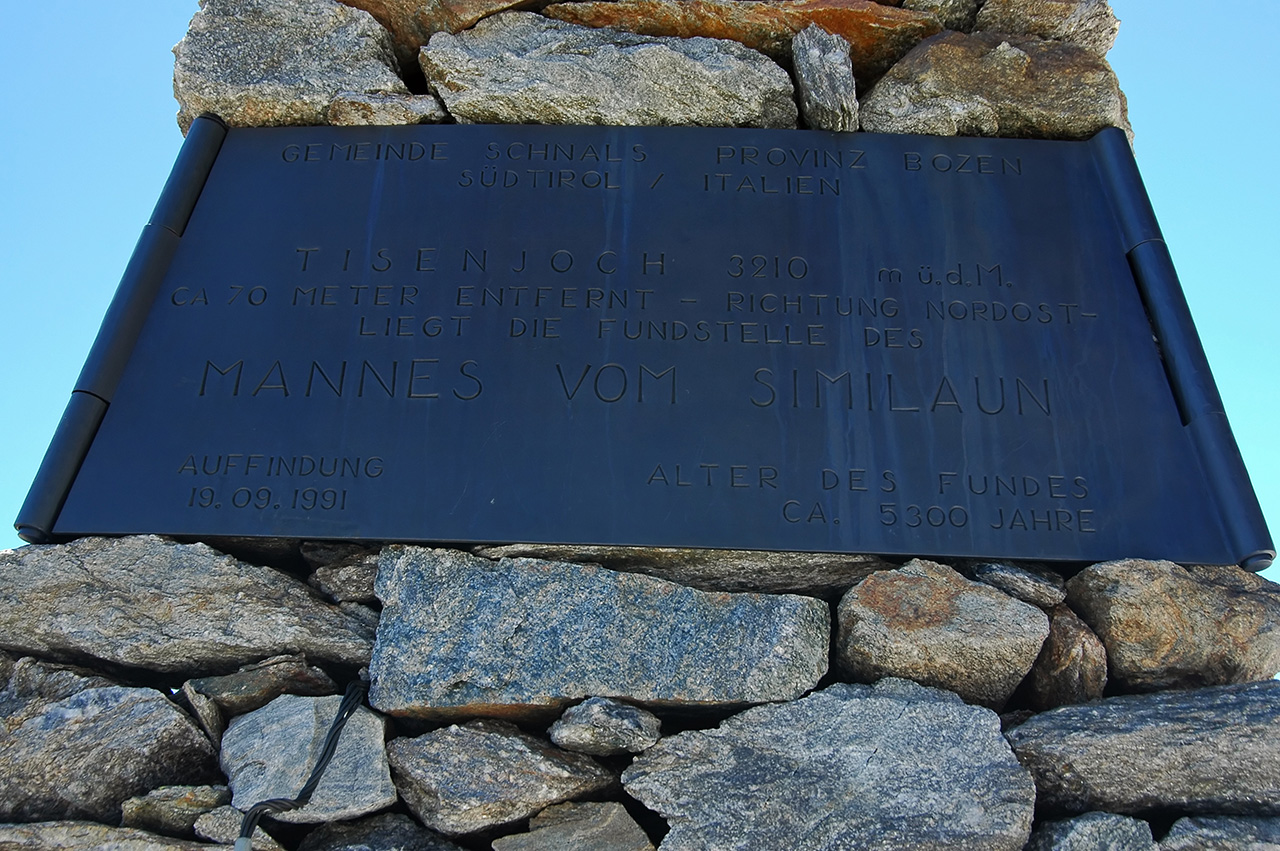
Ötzi Memorial

Turistika má v oblasti dlouholetou tradici. První chaty byly stavěny již na konci 19. století. O pradávném lidském působení svědčí rovněž senzační nález mumifikovaných zbytků lovce (Ötzi) z doby bronzové v sedle Tisenjoch v září roku 1991 (dnes uloženo v jihotyrolském archeologickém muzeu v Bolzanu). Mnohotvárný vývoj, dvojjazyčnost a pestré kulturní prostředí má na svědomí nebývale velký počet kulturních a světských památek. V údolí Venosta je nejvíce hradů a klášterů v celém Jižním Tyrolsku.

### Významné horské chaty

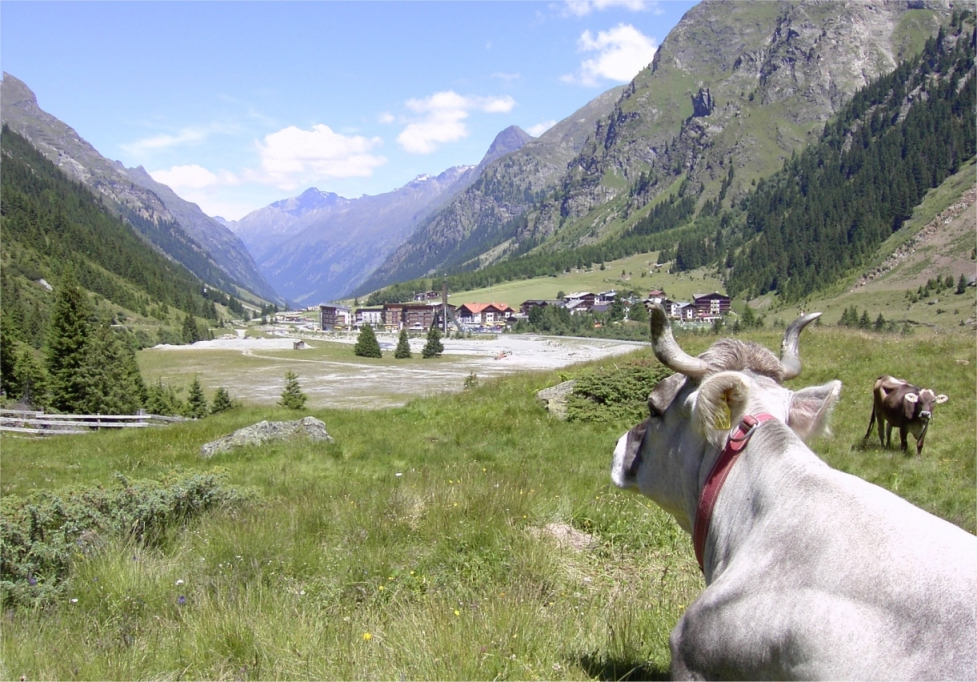
v údolí Pitztal (St.Leonhard)

Většina chat v oblasti patří rakouskému Alpskému spolku Alpenverein nebo italskému CAI (Club Alpino Italiano).
- Hauptkamm: Zwickauer Hütte (2979 m), Settinger Hütte (2875 m), Similaun Hütte (3016 m), Rif.Bellavista (2842 m), Martin Busch Hütte (2501 m), Hochwilde Hütte (2866 m)
- Weisskam : Bresslauer Hütte (2844 m), Taschachhaus (2432 m), Vernagt Hütte (2755 m), Brandenburger Haus (3274 m)
- Geigenkamm : Braunschweiger Haus (2758 m), Chemnitzer Hütte (2323 m), Frischmann Hütte (2192 m)
- Kaunergrat : Verpeil Hütte (2016 m), Kaunergrat Hütte (2817 m), Riffelsee Hütte (2018 m),
- Salurnkamm : Weisskugelhütte (2542 m), Hinterberger Hütte (2538 m)
- Texelgruppe : Masogelato Eishof (2071 m), Rif. Petrarca (2875 m), Lodner Haus (2259 m)
- Nauderer Berge : Hohenzollernhaus (2123 m)

### Turistická střediska
- Nauders
- Mittelberg
- Vent
- Obergurgl
- Sölden
- Senáles

## Mapy
- Kompass č. 43 (Ötztalské Alpy) - 1:50000, č. 52 (Vinschgau/Val Venosta) - 1:50000
- Freytag a Berndt č. S2 (Vinschgau) - 1:50000, č. 251 (Ötztal/Pitztal/Kaunertal) - 1:50000
- Tabacco č. 04 (Val Senales) - 1:25000
- AV Karte č. 30/6 (Wildspitze) - 1:25000, č. 30/1 (Ötztaler Alpen - Gurgl) - 1:25000)